# Удар локтем

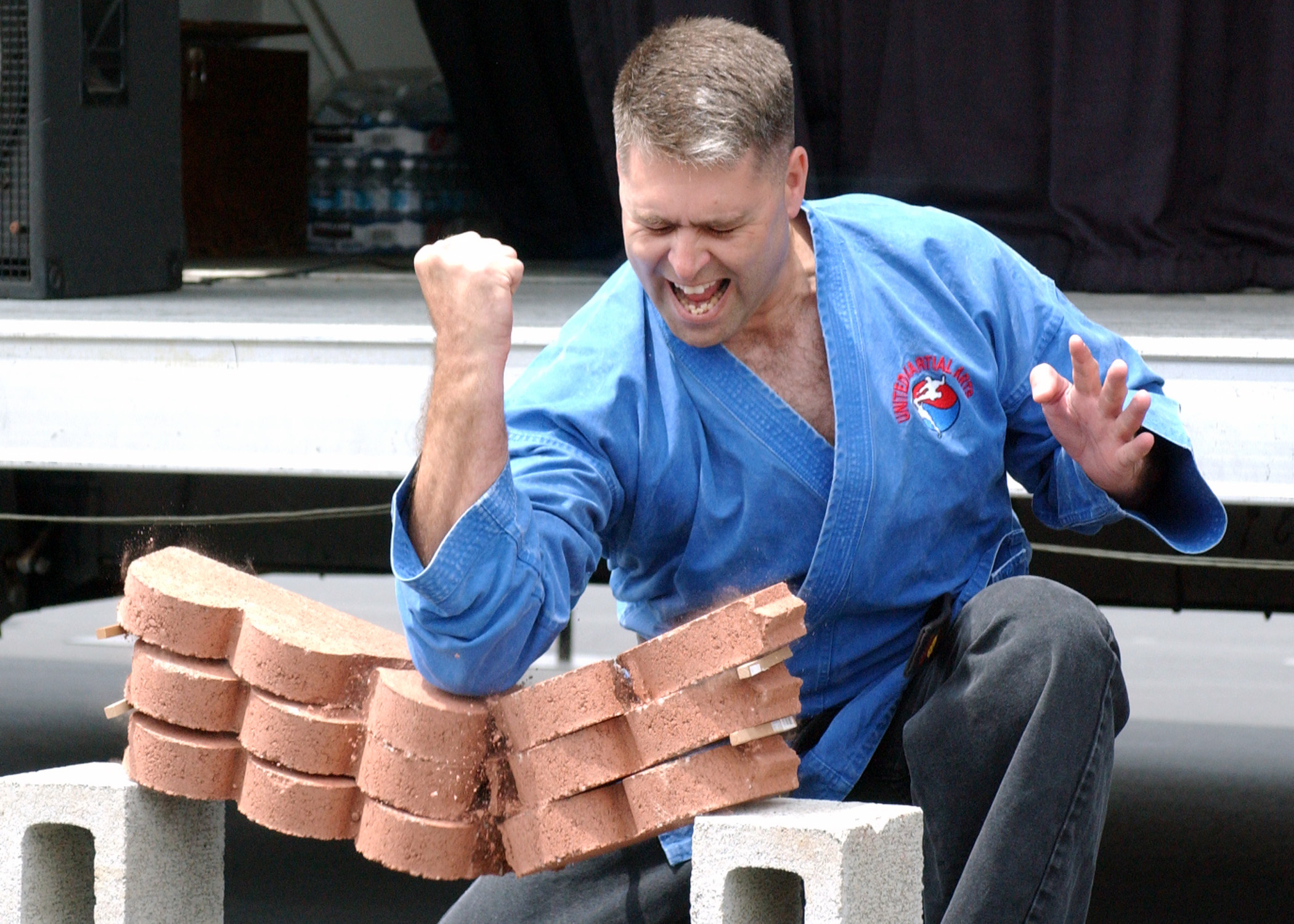
Удар локтем сверху вниз во время тамэсивари.

Удар локтем — импульсное возвратно-поступательное (редко — вращательное) движение рукой с прямолинейной или криволинейной траекторией. Цель движения — нанесение физического вреда или достижение изменения физического состояния объекта или субъекта. Удары локтем присущи многим боевым искусствам, которые используют ударную технику рук. Удар локтем — самый короткий из всех ударов руками, он может быть выполнен неожиданно, и является особенно опасным в бою на ближней дистанции.

## Разновидности ударов локтем
По направлению движения удары локтями делятся на:
- боковые (фланговые) удары, на себя и от себя
- нисходящие удары (сверху вниз)
- восходящие удары (снизу вверх)
- Удары назад

По динамике выполнения удары локтями делятся на:
- удары с места
- удары с разворота
- удары в шаге
- удары на скаку
- удары в прыжке

Кроме того, удар может быть одиночный, двойной (короткая серия из двух ударов, выполняемых один за другим) или повторный (удар, который выполняется в одну цель дважды или более раз подряд) удары могут объединяться в серию или комбинацию.

## Запрещённые удары
Одним из запрещённых ударов локтем в спортивных единоборствах является так называемый «12 на 6», когда спортсмен выставляет предплечье перпендикулярно поверхности (кулаком вверх) и бьёт противника сверху вниз острой частью локтя. В частности, такой удар запрещается в соревнованиях UFC. 29 июля 2018 года в Калгари в поединке Дастина Порье и Эдди Альвареса за нанесённый Альваресом подобный удар судья поднял обоих в стойку, лишив Альвареса выгодной позиции, и в итоге Альварес проиграл бой техническим нокаутом после серии ударов от Порье. 
С 1 ноября 2024 года удары «12 на 6» официально разрешены Единым сводом правил ММА, в частности, они разрешены в UFC.